# Château de Blanquefort-sur-Briolance
Pour les articles homonymes, voir Blanquefort et Briolance.
Ne doit pas être confondu avec Château de Blanquefort.
Le château de Blanquefort-sur-Briolance est situé en France, sur la commune de Blanquefort-sur-Briolance en Lot-et-Garonne à la charnière du Périgord et de l'Agenais.

## Historique
Le château apparaît pour la première fois dans les textes d'une manière indirecte. Avant 1249, à la suite du meurtre de Gaucerand de Blanquefort, milites du château, dont le comte de Toulouse rend responsable Huc Ier de Pujols, la seigneurie de Blanquefort est confisquée par force par le comte de Toulouse Raymond VII.
Le château apparaît dans un texte en 1271 mais ne donne pas les noms du seigneur. Celui-ci apparaît dans une enquête menée en 1287 : Huc II de Pujols. On apprend que le castrum avait deux co-seigneurs : Huc Ier de Pujols et Bertrand de Fumel. Huc II de Pujols, fils de Huc Ier de Pujols était marié à Antea de Fumel, fille de Bertrand de Fumel. La totalité des parts du castrum appartenaient à Huc II de Fumel. Antérieurement, l'enquête permet de savoir que le castrum avait été la propriété en 1245 de Guillaume-Esclamar de Fumel, père de Bertrand, ou plus probablement, Esquieu de Fumel, son grand-père.
À la date de 1287, le château de Blanquefort est la propriété de la famille de Pujols.
On retrouve un Huc de Pujols, seigneur de Blanquefort, capitaine du château de Sauveterre-la-Lémance, entre 1352 et 1356. Il a été sénéchal de Quercy en 1350 et de Périgord en 1360. Avant la signature du traité de Brétigny, il s'était lié aux comtes d'Armagnac en devenant un soutien de la cause du roi de France en Agenais.
Après 1360 et le traité de Brétigny les Pujols vont s'installer dans le Rouergue. Ils vont alors prendre le nom de Roquefeuil après le mariage de Jean de Pujols-Blanquefort avec l'héritière de la maison de Roquefeuil.
En 1463, Gaston de Gontaud, seigneur de Biron, réside à Blanquefort.
Les Roquefeuil reviennent sur leurs terres en Agenais à la fin de la guerre de Cent Ans. En 1477, Bérenger de Roquefeuil, seigneur de Blanquefort, est à la cour de Louis XI. La fortune de Béranger va lui permettre de remettre en état le castrum qui devait être abandonné depuis près d'un siècle et d'entreprendre la construction du château de Bonaguil.

## Château

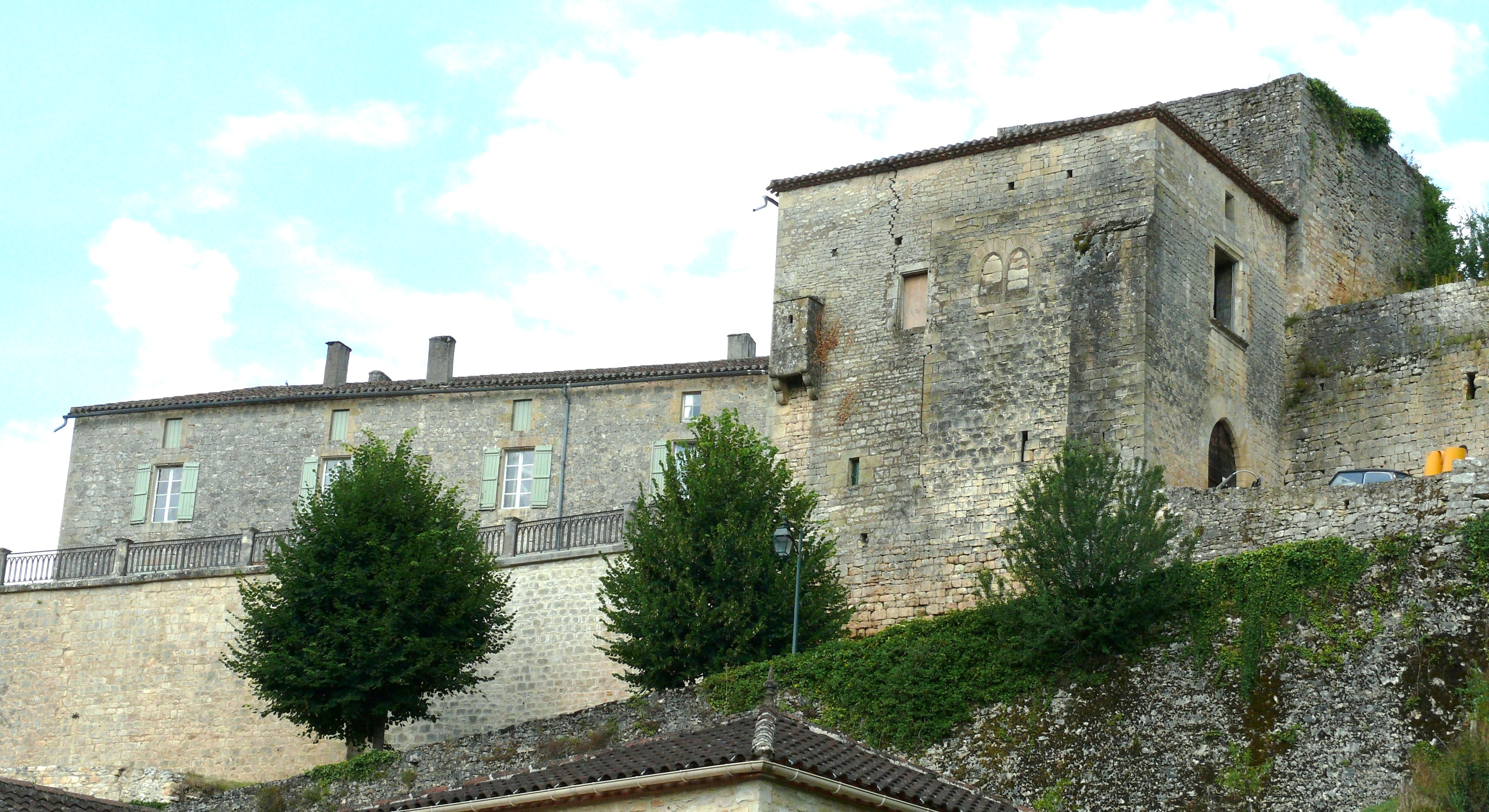
Le château : Corps de garde, donjon et bâtiments du XIXe siècle.

Les études archéologiques ont montré que le château comprenait deux parties au XIIIe siècle : le donjon, qui devait appartenir aux Pujols, et une tour carrée tenue par la famille de Fumel. Elles ont dû être réunies et réaménagées après 1287.
La grosse tour ronde a dû être construite à la fin du XVe siècle par Bérenger de Roquefeuil en même temps qu'un quadrilatère de constructions qui sont maintenant nivelées et remblayées pour servir de terrasse.
Au cours de la 1re moitié du XVIIe siècle, le château a été aménagé pour en faire une résidence en construisant l'aile nord.
En 1880, le château devenu propriété de la commune a été transformé pour y installer l'école des garçons au rez-de-chaussée ainsi que la mairie. L'école a été désaffectée en 1960 et le château vendu à des particuliers.
Le château est inscrit au titre des monuments historiques par arrêté du 15 mai 2008